# Пандион I
Пандион I (на старогръцки: Πανδίων, Pandion I) в древногръцката митология е цар на Атина вероятно през 1437/1436 – 1397/1396 пр.н.е.
Той е син на цар Ерихтоний и наядата Пракситея I, дъщеря на Фрасим и Диогенея, дъщеря на речния бог Кефис в Беотия и сестра на Зевксипа.
Той става след баща си цар на Атина. Пандион I се жени за леля си Зевксипа. С нея той има две дъщери Прокна и Филомела и близнаците синове Ерехтей и Бут. По времето на неговото управление Деметра и Дионисий идват в Атика. Вероятно на Пандион I е наречена една фила Pandionis. също и в Делфи.
Когато има гранични конфликти през войната с тиванския цар Лабдак, Пандион получава подсилване от тракиеца Терей. От благодарност той дава своята дъщеря Прокна за жена на Терей.
След смъртта на Пандион го наследява неговият син Ерехтей. Бут става главен свещеник на Атина и на Ерехтейския Посейдон.